# Péni
Peni là một tổng thuộc  Houet (tỉnh) ở tây nam Burkina Faso. Thủ phủ là thị xã Peni. Dân số năm 2006 là 35.430 người..

## Các thị xã và làng xã
Dabokiri, Dissini, Dodougou, Dogossesso, Donfara, Dounousso, Finlande, Gnafongo, Kodara, Koumandara, Lanfiera, Marabagasso, Me, Moussobadougou, Nakaka, Nongondougou, Noumoudara, Samaradougou, Sokourani, Taga, Tapokadeni, Tien và Tiemeredji-Gouegoue.